# Oasis (2020)
Oasis (Originaltitel Oaza) ist ein Filmdrama von Ivan Ikić, das Anfang September 2020 bei den Internationalen Filmfestspiele von Venedig seine Premiere feierte. Oasis wurde von Serbien als Beitrag für die Oscarverleihung 2022 in der Kategorie Bester Internationaler Film eingereicht.

## Handlung
Nachdem Marija in eine Einrichtung für Menschen mit geistigen Behinderungen gebracht wurde, freundet sie sich schnell mit ihrer Zimmergenossin Dragana an. Als sich beide in den schweigsamen Robert verlieben, der in der Küche arbeitet, beginnt ihre Freundschaft immer mehr zum Konkurrenzkampf zu werden.

## Produktion

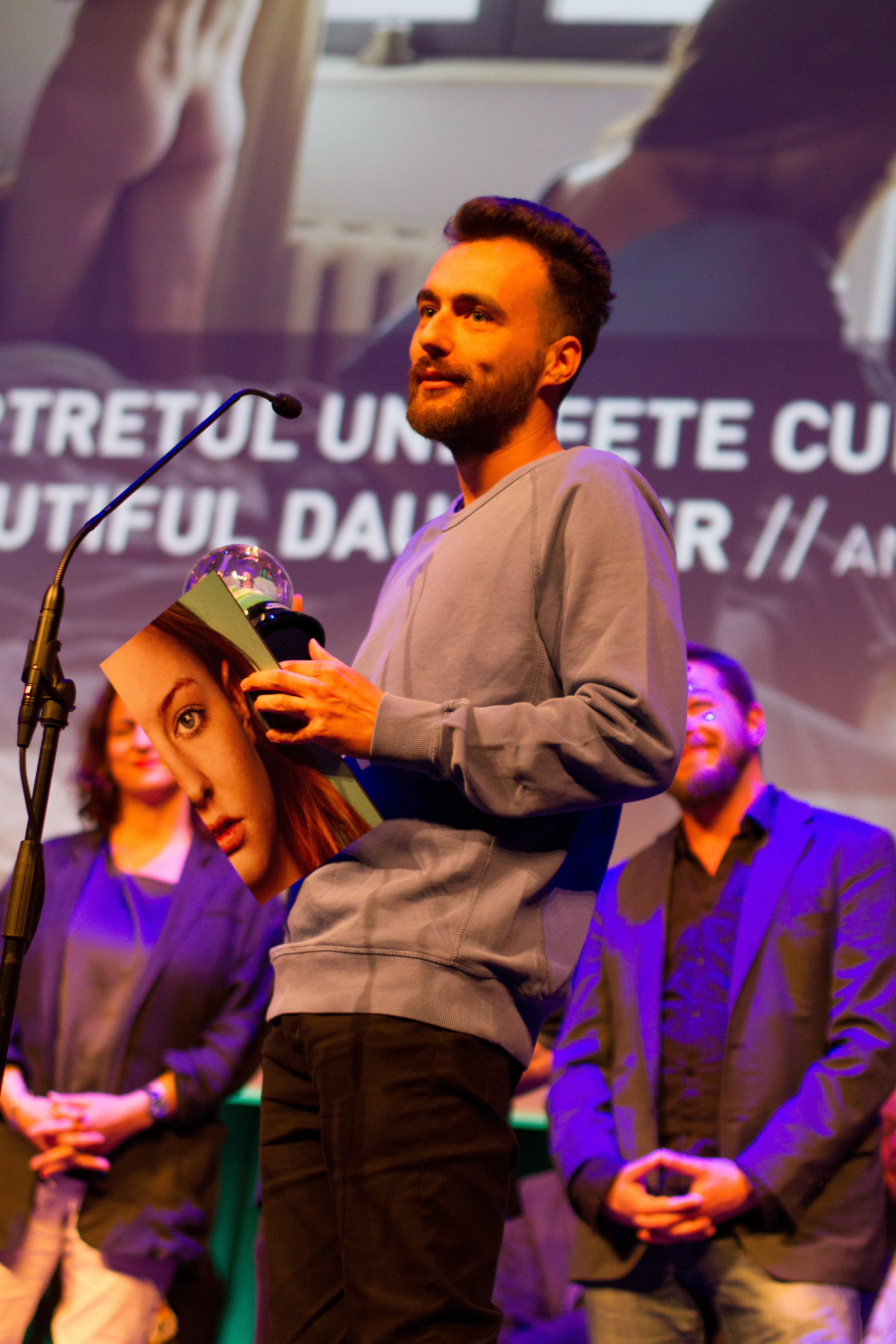
Oasis ist der zweite Spielfilm des Serben Ivan Ikić

Regie führte Ivan Ikić, der auch das Drehbuch schrieb. Es handelt sich um seinen zweiten Spielfilm nach Barbarians  aus dem Jahr 2014.
Eine erste Vorstellung erfolgte Anfang September 2020 bei den Internationalen Filmfestspiele von Venedig in der Reihe Giornate degli Autori, den Venice Days. Anfang November 2020 wurde er beim Minsk International Film Festival „Listapad“ gezeigt. Die Österreichpremiere erfolgte im Juni 2021 bei Crossing Europe. Im Dezember 2021 steht der Film auf dem Programm des ArteKino-Festivals. Das griechische Unternehmen Heretic Outreach hat die internationalen Rechte.

## Auszeichnungen
Oasis wurde von Serbien als Beitrag für die Oscarverleihung 2022 in der Kategorie Bester Internationaler Film eingereicht. Zudem befand er sich in einer Vorauswahl für den Europäischen Filmpreis 2021. Im Folgenden eine Auswahl weiterer Auszeichnungen und Nominierungen.
Crossing Europe 2021
- Nominierung im Fiction Competition[8]

El Gouna Film Festival 2020
- Nominierung für den Golden Star im Spielfilmwettbewerb[9]

Filmfestival Cottbus 2020
- Auszeichnung mit dem FIPRESCI-Preis
- Auszeichnung mit dem Preis für eine herausragende darstellerische Einzelleistung (Marijana Novakov, Tijana Marković und Valentino Zenuni)[10]

Internationales Filmfestival Thessaloniki 2020
- Nominierung im Wettbewerb „Meet the Neighbours“[11]

Internationale Filmfestspiele von Venedig 2020
- Nominierung in der Sektion Giornate degli Autori

Zagreb Film Festival 2020
- Auszeichnung mit dem Golden Pram (Ivan Ikić)[12]